# Operation Tonga
Die Operation Tonga im Zweiten Weltkrieg war Teil der britischen Landungen in der Normandie und Teil der Operation Overlord bzw. Teil der Operation Neptune. Die Operation Tonga fand am 5. Juni 1944 statt. Die britische 6. Luftlandedivision landete im Verlauf der Operation mit Gleitern und Fallschirmen in dem hinter dem Strandabschnitt Sword gelegenen Teil der Normandie, um die Pegasusbrücke und die Horsabrücke zu nehmen, deutsche Panzerverbände vom Strand fernzuhalten und eine Artilleriebatterie bei Merville sowie deutsche Nachschubwege (die Brücken über die Dives und die Divette) zu zerstören.
Die Alliierten konnten die Schlüsselbrücken (Pegasus- und Horsabrücke) erfolgreich erobern und halten, die Artilleriebatterie bei Merville und die Nachschubwege zerstören. Es gelang durch die Operation Overlord bzw. durch den D-Day, an den Stränden Fuß zu fassen und eine feste Basis in Frankreich für die Rückeroberung Westeuropas zu schaffen.
Die Kämpfe um die Pegasusbrücke wurden später im Sachbuch von Cornelius Ryan (The Longest Day: June 6, 1944) beschrieben, das später auch unter dem Namen The Longest Day (deutsch Der längste Tag) verfilmt wurde. Auch Computerspiele nahmen sich die Kämpfe um die Pegasusbrücke zum Vorbild.

## Ausgangssituation

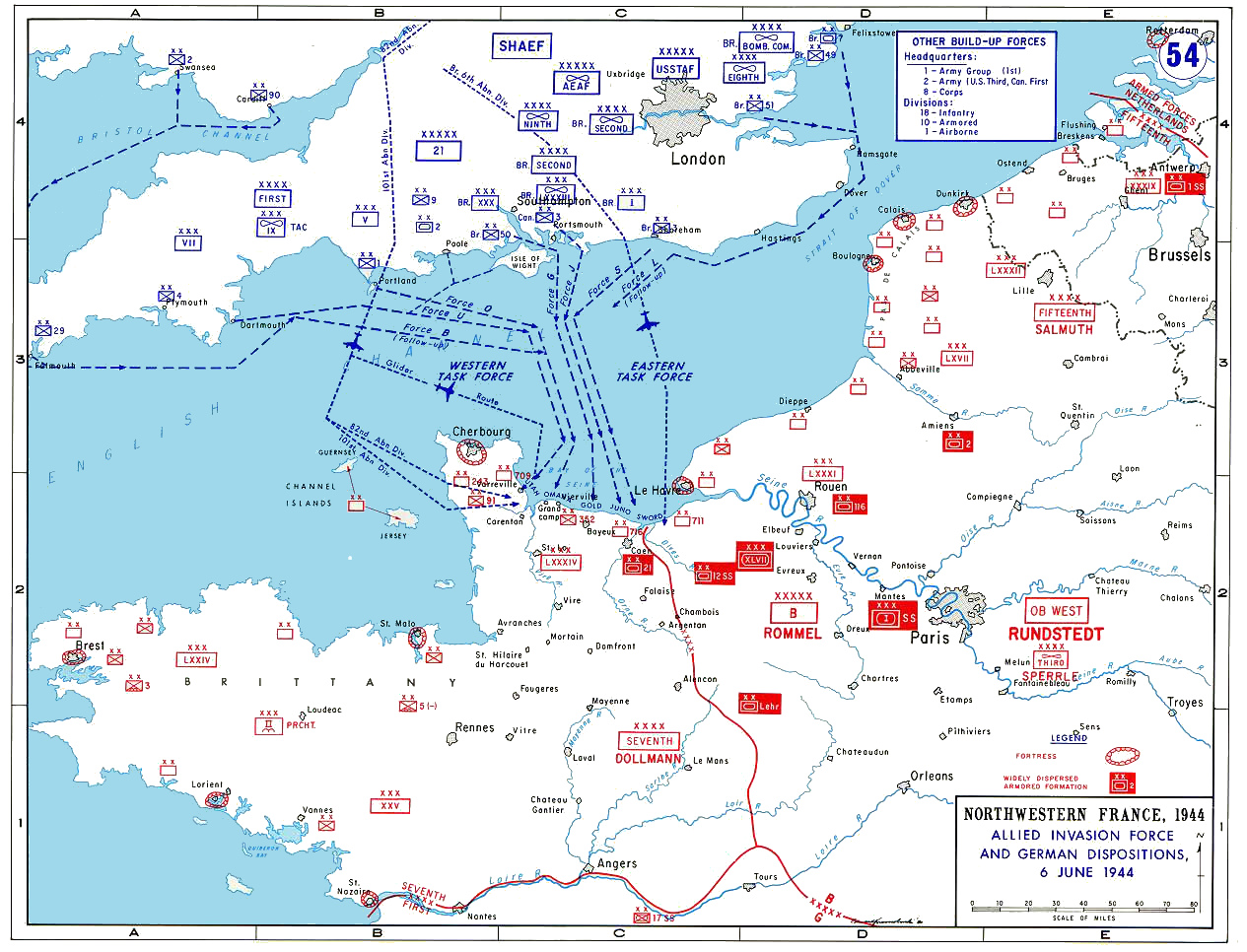
Karte der Normandie und der Truppenstärken und -bewegungen

Um die Rote Armee zu entlasten, hatte Stalin die Westalliierten zur Eröffnung einer zweiten Front gedrängt, zumal die bereits 1943 erfolgte Landung der Briten und Amerikaner in Italien nicht den gewünschten schnellen Erfolg brachte. Auf der Konferenz von Teheran im November 1943 einigten sich Roosevelt, Stalin und Churchill auf eine über den Ärmelkanal vorgetragene Landeoperation zur Rückeroberung Nordfrankreichs, einschließlich Paris, mit dem Codenamen Operation Overlord. Diese sollte in der Normandie zwischen den Städten Cherbourg und Le Havre stattfinden. Bei der Casablanca-Konferenz wurde die Gründung eines kombinierten Hauptquartiers, des Supreme Headquarters Allied Expeditionary Force, beschlossen, dessen Führung der Supreme Allied Commander Dwight D. Eisenhower übernahm. Eisenhowers Stabschef wurde, unter der Bezeichnung Chief of Staff to the Supreme Allied Commander, der Lieutenant-General (Generalleutnant) Frederick E. Morgan, der die Planung für die Operation Overlord leitete. Die Leitung über die Landeeinheiten übernahm Bernard Montgomery. Die Seestreitkräfte sollte Admiral Bertram Home Ramsay befehligen, während die Luftstreitkräfte von Air Chief Marshal Trafford Leigh-Mallory angeführt werden sollten.
Die erste Phase der Operation Overlord, die Bildung eines Brückenkopfes an den Stränden der Normandie, lief unter dem Codenamen Operation Neptune. Diese Operation war in mehrere Teiloperationen der beteiligten Truppenverbände aufgeteilt, wozu auch die Operation Tonga gehörte. Zur Sicherung der Flanken des von anfangs fünf Infanteriedivisionen gebildeten Brückenkopfes wurde östlich der Landestrände die britische 6. Luftlandedivision (Operation Tonga) und westlich die US-amerikanischen 82. und 101. US-Luftlandedivisionen (Operationen Detroit bzw. Chicago) abgesetzt. Außerdem gehörten die Sicherung der Landungsflotte sowie die Bombardierung der deutschen Küstenstellungen durch Luft- und Seestreitkräfte zur Operation Neptune.

## Planung

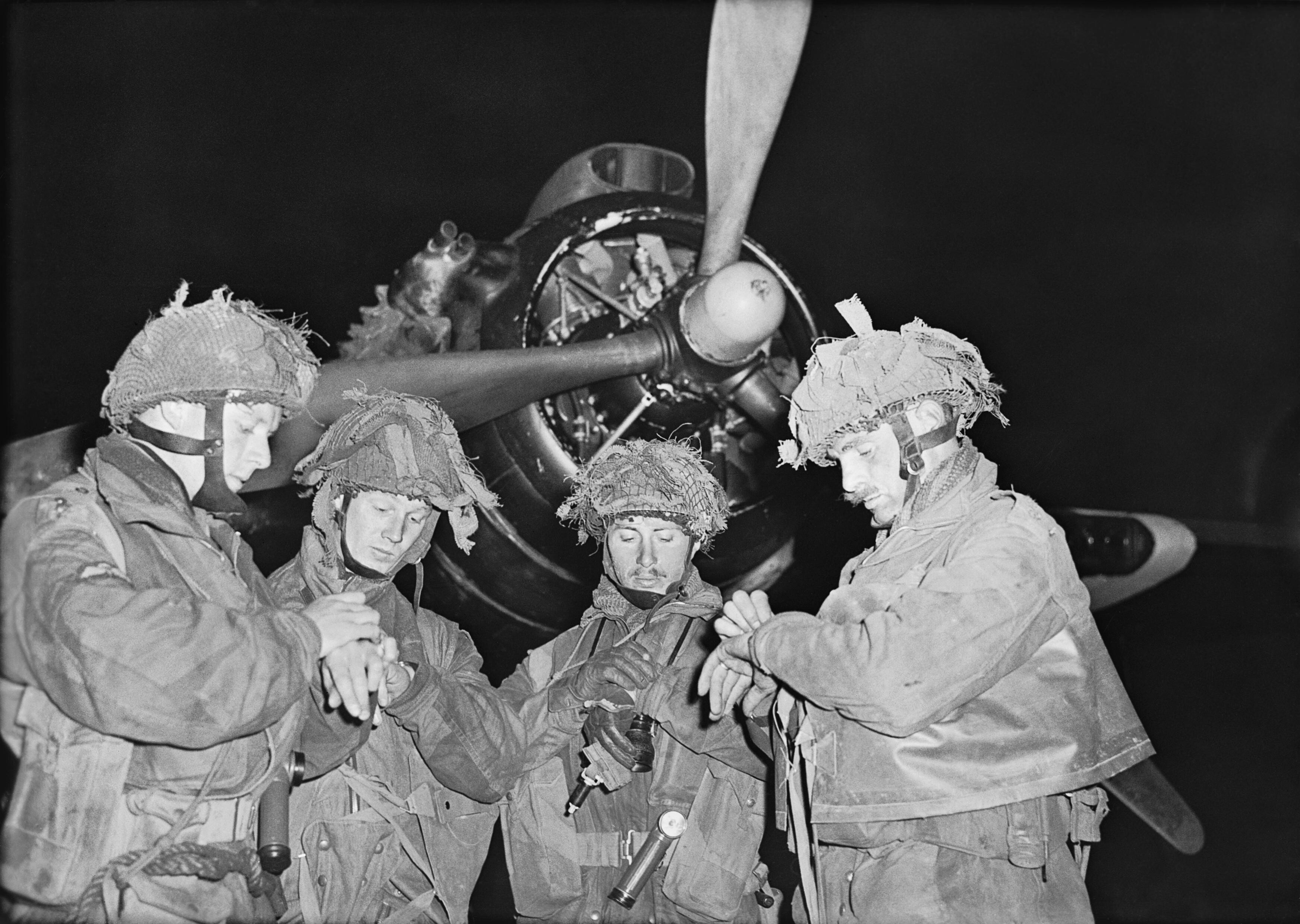
Aufklärer der 6. Luftlandedivision beim Uhrenvergleich

Kurz nachdem klar war, dass die britische 6. Luftlandedivision an der Invasion teilnehmen würde, traf Major-General Richard Gale mit seinem Stab im Hauptquartier des I. Korps in London ein, um die Befehle entgegenzunehmen. Es wurde ein Plan ausgearbeitet, der in den Folgemonaten kaum noch Veränderungen erfuhr.
Da wegen Kapazitätsproblemen nicht die gesamte Division eingeflogen werden konnte, beschloss man, erst einen kleinen Teil der Division und später den zweiten, großen Teil einzufliegen. Für die erste Landung, die einige Zeit vor den Landungen an den Stränden stattfinden sollte, wurde der Codename Operation Tonga gewählt. Der zweite Anflug sollte am Abend des D-Day stattfinden und erhielt den Namen Operation Mallard. Während der Operation Tonga sollten Schlüsselbrücken genommen und einige andere Brücken und Objekte zerstört werden. Die eroberten Gebiete sollten gehalten werden, bis der Rest der Division im Verlauf der Operation Mallard das Gebiet sichern und die bereits gelandeten Verbände verstärken konnte.
Problematisch war außer der Transportkapazität auch, dass die Deutschen Teile des Geländes mit Holzpfählen vor Gleiterlandungen schützten. Des Weiteren hatten sie große Teile des Gebietes um die Flüsse Dives und Divette herum überflutet, die der Absprungszone V (AZ-V) bedrohlich nahe waren.

### Operation Tonga

#### Eroberung der Pegasus- und Horsabrücke

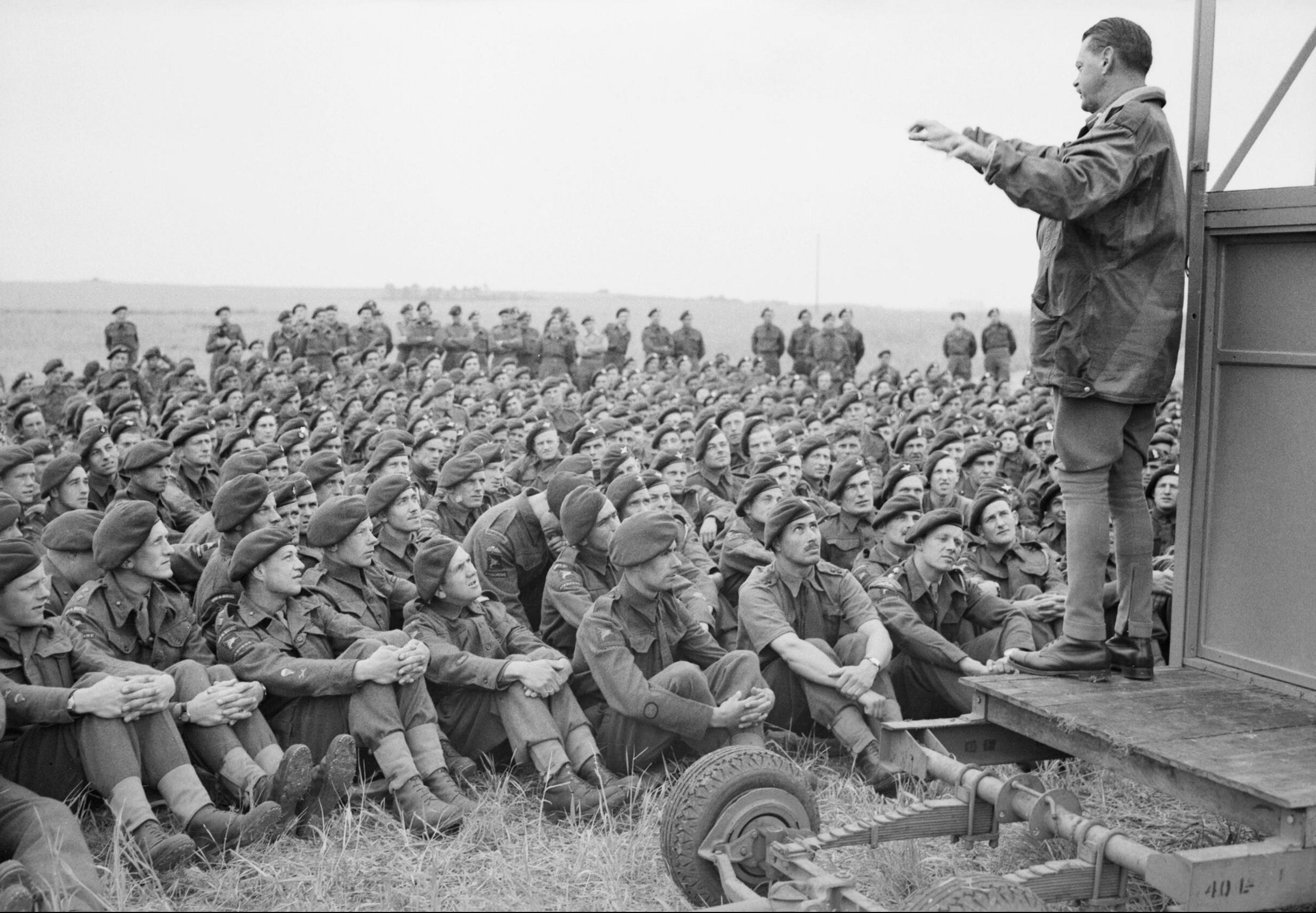
Richard Gale gibt der 6. britischen Luftlandedivision Anweisungen für die Operation Tonga

Die D-Kompanie des 2. Bataillons des Regiments Oxfordshire & Buckinghamshire Light Infantry der britischen 6. Luftlandedivision unter Major John Howard sollte in der Nacht vom 5. auf den 6. Juni im Operationsgebiet landen, Schlüsselbrücken – die Benouvillebrücke über den Caen-Kanal und die Horsabrücke über die Orne – einnehmen und halten, und auf die britische Haupteinheit warten, die vom Strandabschnitt Sword vorrücken sollte.
Bei einer Fallschirmlandung wären alle Einheiten wahrscheinlich über das gesamte Gebiet verstreut worden und hätten sich erst sammeln müssen. Da dies als inakzeptabel hinsichtlich einer möglichen frühzeitigen Entdeckung der Einheiten verworfen wurde, kam als einzige Alternative nur eine Ausführung als Handstreich in Frage. Um überraschend schnell mit einer ausreichenden Zahl an Soldaten möglichst zielgenau beim anvisierten Objekt landen zu können, wurden sechs Lastensegler des Typs Horsa als Transportmittel gewählt. Jeder Gleiter konnte einen komplett ausgerüsteten Zug aufnehmen, der direkt nach der Landung einsatzbereit sein würde.
Howards Männer, darunter auch Pioniere, sollten sehr nah an den Brücken landen, um dann mit Hilfe des Überraschungseffektes die Brücken zu stürmen. Wenn dies erledigt wäre, sollten die Pioniere den von den Deutschen am Gegengewicht der Brücke angebrachten Sprengstoff entfernen.
Für diesen Teil der Operation wurden Modelle der Brücken und der Umgebung nachgebaut, die auf Luftbildern der Royal Air Force und Berichten von französischen Widerstandskämpfern basierten. Der mit der Eroberung der Brücken beauftragte Major John Howard bereitete sich und seine Männer ausgiebig auf die Operation Tonga vor.
Im Verlauf der Kämpfe sollten Pfadfinder zusammen mit kleineren Fallschirmjägereinheiten in den Landezonen K, N und V landen. Ihre Aufgabe war die Sicherung der Umgebung und das Aufstellen der „Eureka“-Signallichter, die als Positionsbestimmung für die eine halbe Stunde darauf einfliegenden Haupteinheiten galten.
Die 5. Fallschirmjägerbrigade war der Landezone N nördlich von Ranville zugewiesen. Sie sollte eine Riegelstellung um die Brücken bilden. Dazu musste das 7. Bataillon westlich über die Orne und die Städtchen Bénouville und Le Port sichern, während das 12. und 13. Bataillon Ranville und eine Anhöhe südlich davon erobern sollte.

#### Eroberung und Zerstörung der Merville-Batterie

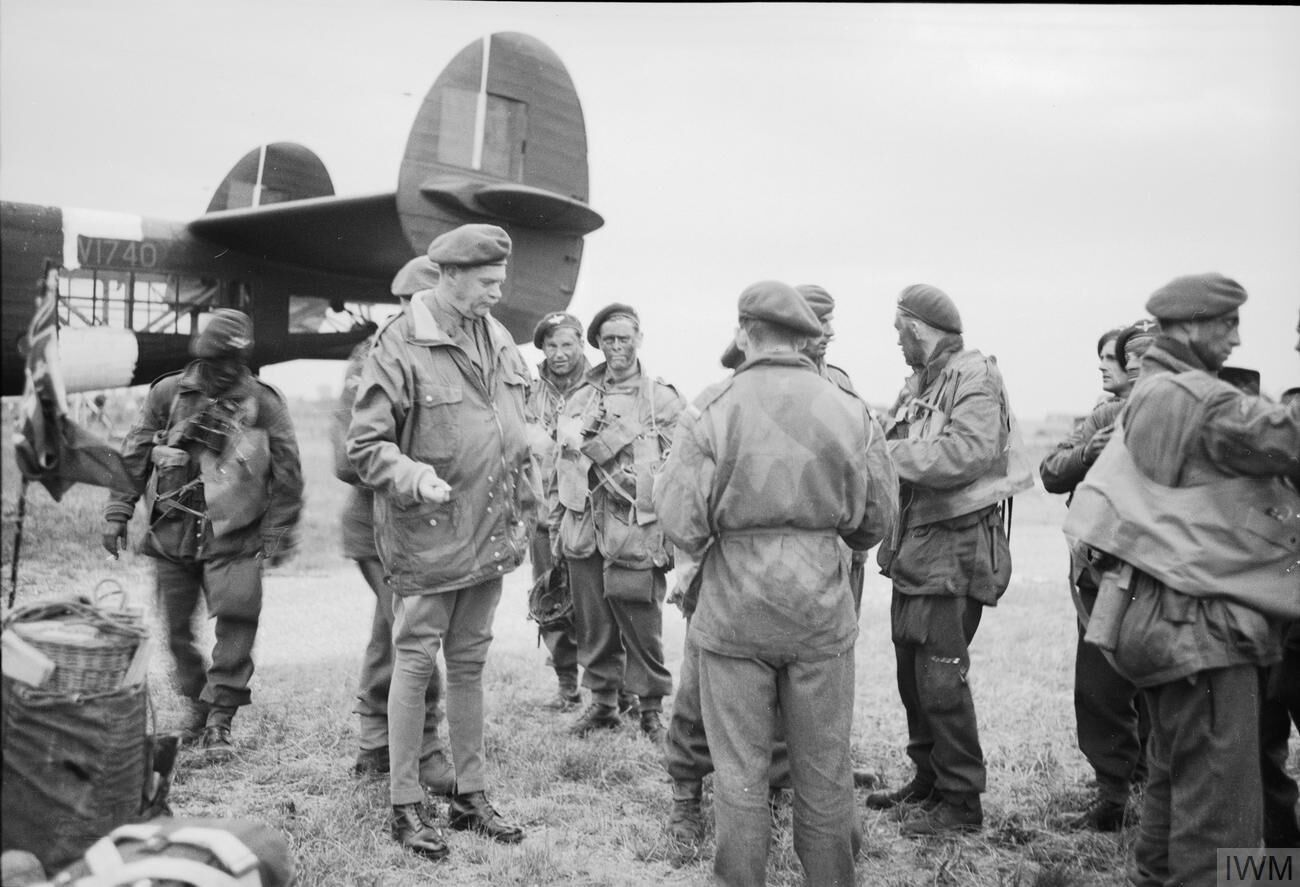
Major General Gale spricht mit Männern der 5. Fallschirmjägerbrigade einen Tag vor dem D-Day

In einer weiteren Teiloperation sollte die Artilleriebatterie bei Merville erobert und zerstört werden. Das 9. Bataillon unter dem Befehl von Lieutenant-Colonel (Oberstleutnant) Terence Otway sollte diesen Befehl ausführen.
Die Batterie konnte den am Strand landenden Truppen und den Landungsbooten mit ihren vier Kanonen erheblichen Schaden zufügen. Die effektivste Möglichkeit, diese Gefahr zu beseitigen, war nach Meinung der Alliierten ein Luftlandeangriff. Die Briten nahmen an, in der Batterie befänden sich vier 150-mm-Haubitzen, wovon sich jede wiederum in einer ca. 1,80 m dicken Betonkasematte befand, die vorn und hinten eine Stahltür aufwies.
Der Schutz der Merville-Batterie war beachtlich. Ein mehr als 360 Meter langer Panzergraben, der 4,5 Meter breit und drei Meter tief war, umgab die Batterie auf der West- und Nordwestseite. Zusätzlich waren zwei Reihen Stacheldraht ausgelegt, von denen die erste noch relativ harmlos, die zweite aber fast zwei Meter hoch und drei Meter breit war. Zwischen ihnen befand sich ein Minenfeld. Zudem waren weitere Minen auf möglichen Annäherungswegen zur Stellung ausgelegt. Die Batterie bzw. das Stellungssystem um selbige war von 160 deutschen Soldaten besetzt. Die Nahsicherung der Batterie verteilte sich auf ca. 15 bis 20 Stellungen und Unterstände, welche jeweils mit ca. vier bis fünf Maschinengewehren ausgestattet waren. Dazu kamen noch drei 20-mm-Flakgeschütze, welche sowohl gegen Luftziele wie auch im Erdkampf eingesetzt werden konnten. Allerdings verfügten die Deutschen über wenig Munition, da Nachschubtransporte von der Résistance und alliierten Bomberverbänden zerstört worden waren. Der Befehlsstand der Batterie befand sich etwa zwei Kilometer weiter nördlich, nahe dem Strandabschnitt Sword.

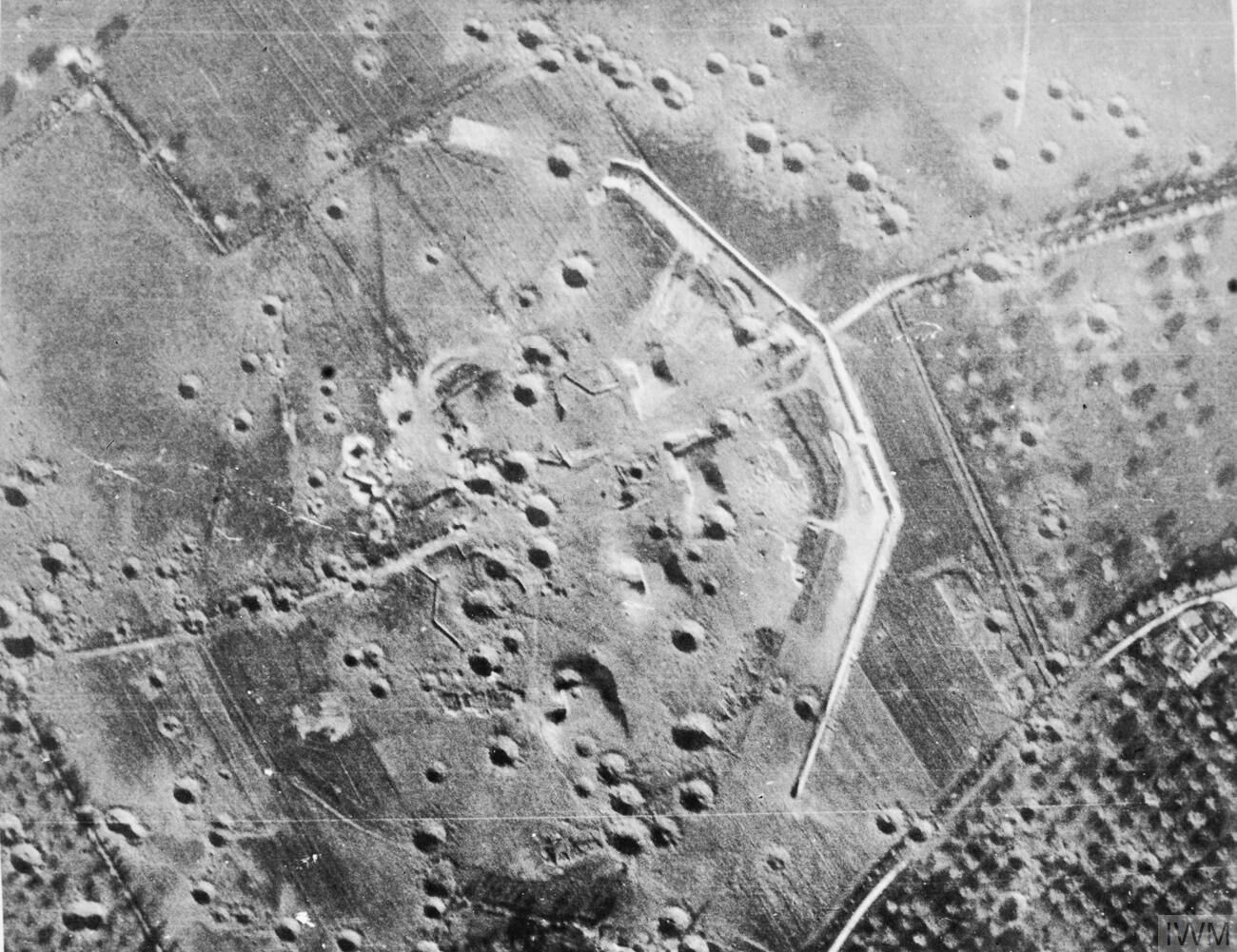
Bombardierung der Merville-Batterie, ca. Mai 1944. Die Bomben konnten sie aber nicht zerstören, daher wurde der Plan zur Erstürmung ersonnen.

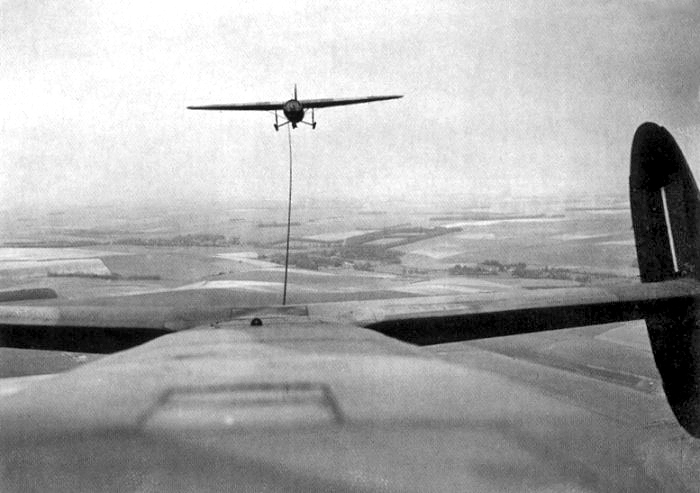
Eine Albemarle zieht einen Horsa-Gleiter

Das 9. Fallschirmjägerbataillon war zur Landung in der Zone V vorgesehen, einem Feld, das rund zwei Kilometer von der Batterie entfernt lag. Zuvor sollte die C-Kompanie des kanadischen 1. Fallschirmjägerbataillons die Landezone einnehmen und sichern. Pfadfinder der 22. Unabhängigen Fallschirmkompanie sollten dann die Landungsstelle markieren, um die Hauptabsprungwelle zu leiten. Die A-Kompanie des kanadischen 1. Fallschirmjägerbataillons war zum Schutz der linken Flanke des 9. Fallschirmjägerbataillons vorgesehen, wenn diese zur Batterie vorrückten und den Angriff führten. Zwischen 0:30 Uhr und 0:50 Uhr sollten rund 100 Avro-Lancaster-Bomber der Royal Air Force das Ziel mit 635 Tonnen Bomben angriffsreif vorbereiten.
Das 9. Fallschirmjägerbataillon hatte den Angriff unter Otway mit 650 bis 785 Mann, die größtenteils zwischen 18 und 20 Jahre alt waren, an einer 1:1-Attrappe der Batterie in West Woodhay, 11 Kilometer südwestlich von Newbury in England mehrfach geprobt, so dass jeder Soldat genau wusste, was er zu tun hatte. Mehrere Gruppen waren zusammengestellt worden, um die vorbereitenden Aufgaben auszuführen. Es gab eine Rendezvous-Gruppe, die um 0:20 Uhr abspringen sollte, um das Bataillon in der Landezone zu sammeln. Mit ihnen war eine Aufklärer-Gruppe (Troubridge) zum Absprung vorgesehen, die schnellstmöglich zur Batterie vorstoßen, dort alles ausspähen, das Bataillon treffen und den kommandierenden Offizier über ihre Erkenntnisse informieren sollte. Anschließend war die Einweisung der Einheit zur Merville-Batterie über den bestmöglichen Weg vorgesehen.
Der Hauptteil des Bataillons sollte um 0:50 Uhr abspringen. Zuerst sollte ein Teil mit Minensuchgeräten die Minenfelder bis zum Hauptzaun absuchen und säubern und dann mit Bändern einen sicheren Weg durch das Minenfeld kennzeichnen. Knapp anderthalb Stunden wurde für das Gruppieren usw. Zeit gegeben, so dass der Angriff um 2:35 Uhr starten sollte. Das Bataillon sollte sich für den Angriff an einer vorher bestimmten Position, ca. 500 Yards von der Batterie entfernt, zwischen 4:10 und 4:20 Uhr sammeln. Mit drei Horsa-Segelflugzeugen sollten die A-Kompanie und ein Zug Pioniere, die die Sprengladungen trugen, innerhalb der Batterie abgesetzt werden. Ein Mörser sollte die Batterie unter Beschuss nehmen. Nach zweieinhalb Minuten sollte ein Hornsignal bewirken, dass das Feuer überall, außer beim Haupttor, zur Ablenkung, eingestellt würde. Weitere zwei Minuten später, um 4:30 Uhr, als das erste Segelflugzeug landen sollte, sollte der Hornist ein anderes Signal erklingen lassen, der den Mörserbeschuss beenden sollte. Danach sollte mit dem Angriff begonnen werden. Die B-Kompanie sollte den Zaun sprengen, woraufhin die C-Kompanie anzugreifen hatte.
Falls bis 05:30 Uhr kein Erfolgssignal von Otways Truppe durchgegeben würde, sollte die HMS Arethusa das Feuer auf die Batterie eröffnen.

#### Zerstörung der Brücken über die Dives und die Divette

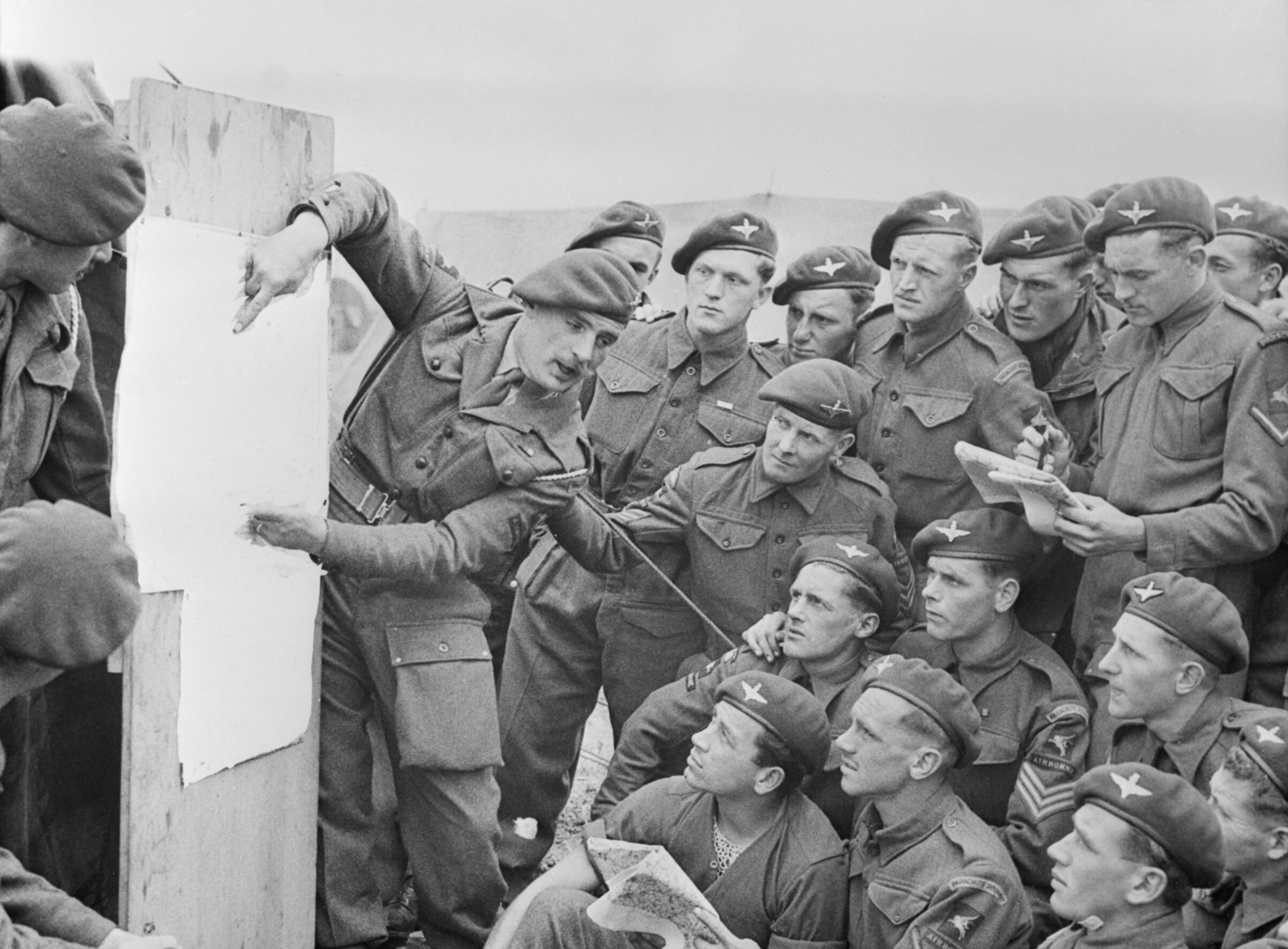
Soldaten der britischen 6. Luftlandedivision bei einer Besprechung am 4. oder 5. Juni

Die Brücken über die Dives und über die Divette sollten in einer dritten Teiloperation durch das kanadische 1. und das britische 8. Bataillon zerstört werden, damit die dahinter befindlichen deutschen Truppenverbände keine Bedrohung mehr für die Invasionstruppen, die am Strandabschnitt Sword landen sollten, darstellen konnten.
Nach Ausführung der Sprengungen lautete der Befehl: Rückzug und Halten der wichtigen Anhöhe, die sich vom Bois de Bavent, vier Meilen südöstlich von Ranville bis zu den Städtchen Le Plein und Le Mesnil, zwei Meilen im Norden und Osten von Ranville, erstreckt.

### Die weitere Verfahrensweise
Da nun die Division die östliche Flanke der Normandieinvasion sicherte, konnten die Seelandungen am Sword-Beach im Morgengrauen des 6. Juni um 7:30 Uhr beginnen. Nach Planung sollten die Truppen unter Lord Lovat gegen Mittag in Bénouville eintreffen und dann die Brücken nach Osten in den Divisionsperimeter überqueren. Anschließend war die Eroberung des Nordsektors der Anhöhe vorgesehen sowie die Säuberung des Küstenabschnitts zwischen Sallenelles und Franceville Plage.

### Operation Mallard
Am Abend des 6. Juni 1944 sollte anschließend der Großteil der britischen 6. Luftlandedivision mit Ausrüstung, Waffen- und Munitionsnachschub, darunter leichte Panzer und eine Artilleriebatterie, mit Gleitern in den Landezonen N und W landen und die eroberten Gebiete sichern und verstärken. Obwohl zwei Anflugwellen vorgesehen waren, überstieg dies immer noch die Transportkapazitäten, da nicht so viele Gleiter zur Verfügung standen. So mussten Teile der Division am Folgetag über den Seeweg in die Normandie gebracht werden.

### Planungshindernisse
Im Laufe der nächsten Monate nach erfolgter Planung der Operationen stellte der britische Geheimdienst verstärkte deutsche Tätigkeiten an den Normandiestränden und deren Hinterland fest. Im Besonderen bemerkten sie, dass lange metallene Stangen und Baumstämme auf freiem Gelände, das sich für eine Fallschirm- und Gleiterlandung eignete, errichtet wurden. Nach der ersten Annahme, der Plan der Normandie-Invasion wäre aufgeflogen, stellte der Geheimdienst aber fest, dass derlei Aktionen überall in Nordfrankreich ausgeführt wurden und nicht auf die Normandie beschränkt waren. Trotz allem stellten die Pfähle, die man später „Rommelspargel“ nannte, eine enorme Gefahr für die Luftlandungen dar, zumal einige zusätzlich mit Minen gesichert waren. Es wurde daher entschieden, die Pioniere der 591. Fallschirmjägerschwadron als Begleitung der ersten Welle mit abspringen zu lassen, damit diese die Landezonen für die Gleiter von den Hindernissen räumen konnten.
Ein weiterer beunruhigender Aspekt waren die neuerdings gefluteten Bereiche im Hinterland, die ebenfalls eine tödliche Gefahr für die Fallschirmeinheiten darstellten. Einige dieser Bereiche lagen auch sehr nahe bei der Absprungzone V, wo die Hauptlandung der 3. Fallschirmjägerbrigade stattfinden sollte.

## Deutsche Verbände
Das Operationsgebiet lag direkt auf der Grenze von den Einsatzräumen der deutschen 7. Armee und der deutschen 15. Armee. Die Alliierten wählten dieses Gebiet deswegen aus, da sie sich erhofften, dass es Verwirrung über die Zuständigkeit geben und so kein geregelter Gegenangriff möglich sein würde. Die deutschen Verbände waren alle über ein relativ breites Gebiet verteilt.
Die deutsche Hauptstreitmacht, die eine Invasion zurückschlagen sollte, konzentrierte sich auf das Gebiet an der Straße von Calais, da dort die Entfernung von England nach Frankreich am geringsten ist. Diese Vermutungen wurden durch die alliierte Täuschungsoperation Fortitude bestärkt.

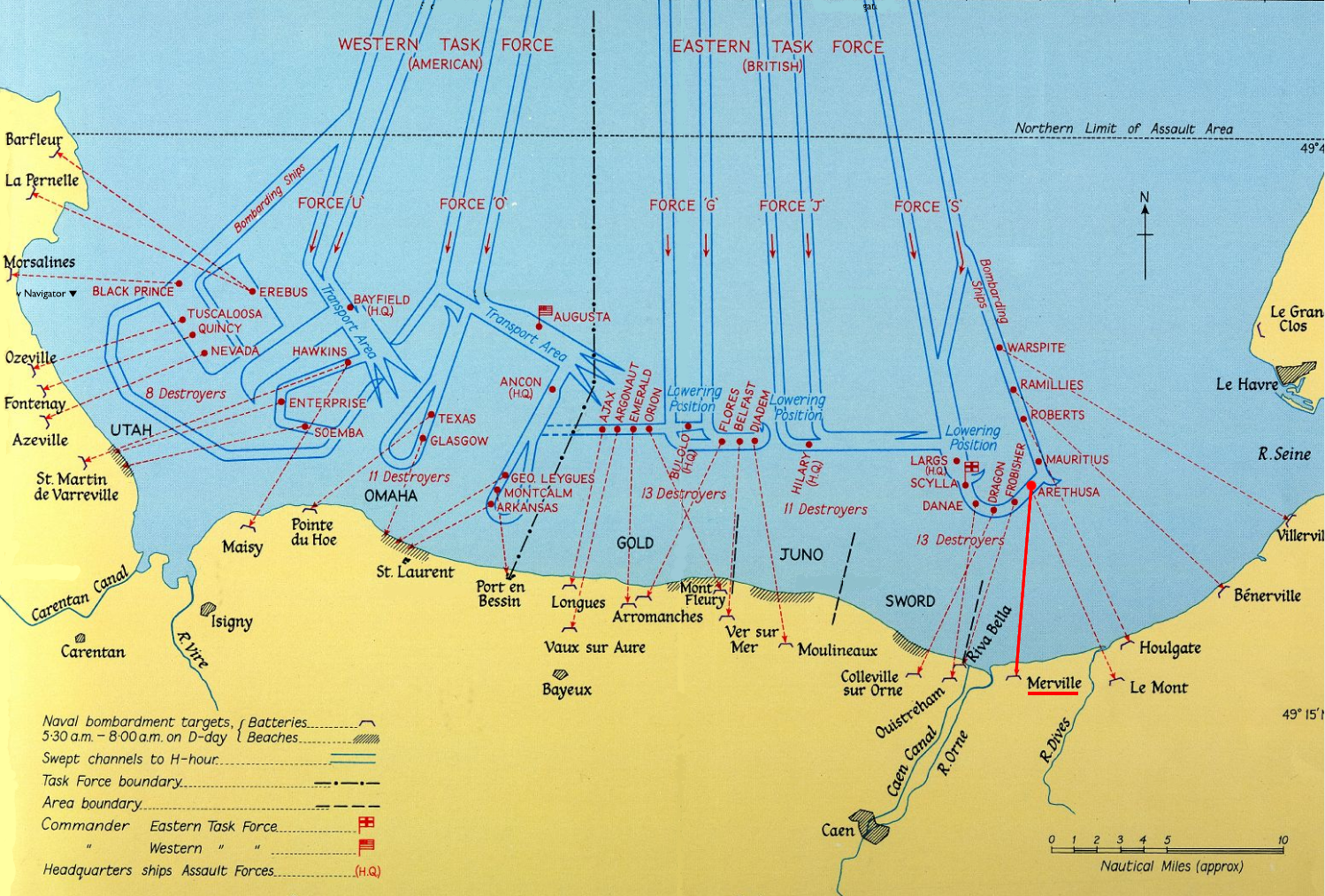
Schiffbeschuss der Strandabschnitte (HMS Arethusa und Merville-Batterie hervorgehoben)

Die Deutschen vermuteten, dass die Alliierten am Tag und bei gutem Wetter angreifen würden, wie dies bei vorangegangenen alliierten Invasionen beobachtet worden war. Da für den 5. und am 6. Juni 1944 schlechtes Wetter vorausgesagt worden war, waren viele Generäle abwesend. Einige, wie z. B. der Befehlshaber der 7. Armee, Generaloberst Friedrich Dollmann, hielten sich bei einem Kriegsspiel in Rennes auf. Der Befehlshaber der deutschen Truppen in der Normandie, Generalfeldmarschall Erwin Rommel, besuchte am 6. Juni seine Frau in Deutschland, da diese ihren 50. Geburtstag feierte.
Die drei deutschen Infanterie-Divisionen in diesem Gebiet, die 352., die 711. und die 716. Infanterie-Division stellten als Westdivisionen mit mangelhafter Ausrüstung und geringerer Ist-Stärke als unbewegliche Großverbände keine allzu große Gefahr für die britische 6. Luftlandedivision dar. Die gut ausgerüstete 12. SS-Panzer-Division „Hitlerjugend“, unter dem Befehl von SS-Brigadeführer Fritz Witt und die 21. Panzer-Division, die seit dem 8. Mai 1944 von Generalleutnant Edgar Feuchtinger befehligt wurde, hätten – jede verfügte nach Kriegsstärkenachweis über eine Soll-Stärke ca. 20.000 Soldaten – den Erfolg der Operation jedoch verhindern können. Die 12. SS-Panzer-Division „Hitlerjugend“, überwiegend aus 17-jährigen Mitgliedern der Hitlerjugend, hätte in ungefähr zwölf Stunden das von der Operation Tonga betroffene Gebiet erreichen können. Die 21. Panzer-Division lag südlich der Stadt Caen und war deshalb eine große Gefahr für die Alliierten.

## Ausführung

### Eroberung der Pegasus- und Horsabrücke

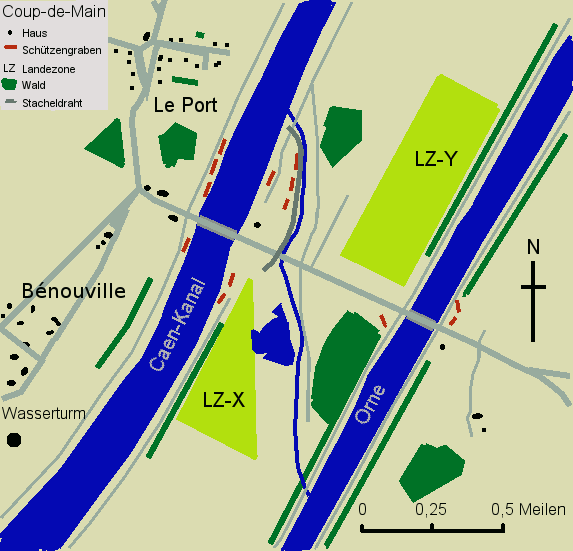
Karte zur Eroberung der Pegasus- und Horsabrücke (r.)

In den letzten Stunden des 5. Juni 1944 starteten Howards Einheiten, die D-Kompanie, Teile der B-Kompanie und einige Pioniere zu den Landezonen X und Y (LZ-X; LZ-Y). In sechs von Halifax-Bombern geschleppten Horsa-Segelflugzeugen wurden Howards Truppen transportiert. Über der Küste der Normandie, östlich von Merville, wurden die Gleiter in einer Höhe von 1900 Metern ausgeklinkt. Die Halifax-Bomber flogen weiter Richtung Caen, um dort zur Ablenkung eine Zementfabrik zu bombardieren. Gegen 0:16 Uhr (britischer Zeit) landete Howards Gleiter 47 Meter entfernt von der Brücke über den Caen-Kanal, der Pegasusbrücke, wie sie später heißen sollte. Bei der Bruchlandung prallte das Flugzeug jedoch gegen einen Felsen, wodurch das Flugzeug (besonders das Cockpit) schwer beschädigt wurde, viele Soldaten leicht verletzt bzw. das Bewusstsein kurzzeitig verloren und die beiden, die den Gleiter flogen, flogen durch die Cockpitscheibe, überlebten dieses aber mit einigen Verletzungen. Ein weiterer Gleiter, am Steuer die Staff Sergeants Boland und Hobbs, mit 28 Soldaten an Bord landete um 0:17 Uhr direkt neben Howards Gleiter, wohingegen ein dritter (am Steuer die Staff Sergeants Barkway und Boyle) um 0:18 Uhr zwar nahe diesen beiden landete, jedoch zerbrach und in einen Teich schlitterte. Dabei wurden zwei Soldaten schwer verletzt und verloren das Bewusstsein. Einer von ihnen, Lance Corporal Fred Greenhalgh, ertrank schließlich im sumpfigen Wasser. Die deutschen Truppen, die die Brücke bewachten, reagierten jedoch nicht auf diese Landungen, weil sie sie entweder gar nicht mitbekamen oder weil sie sie für einen Flugzeugabsturz hielten.

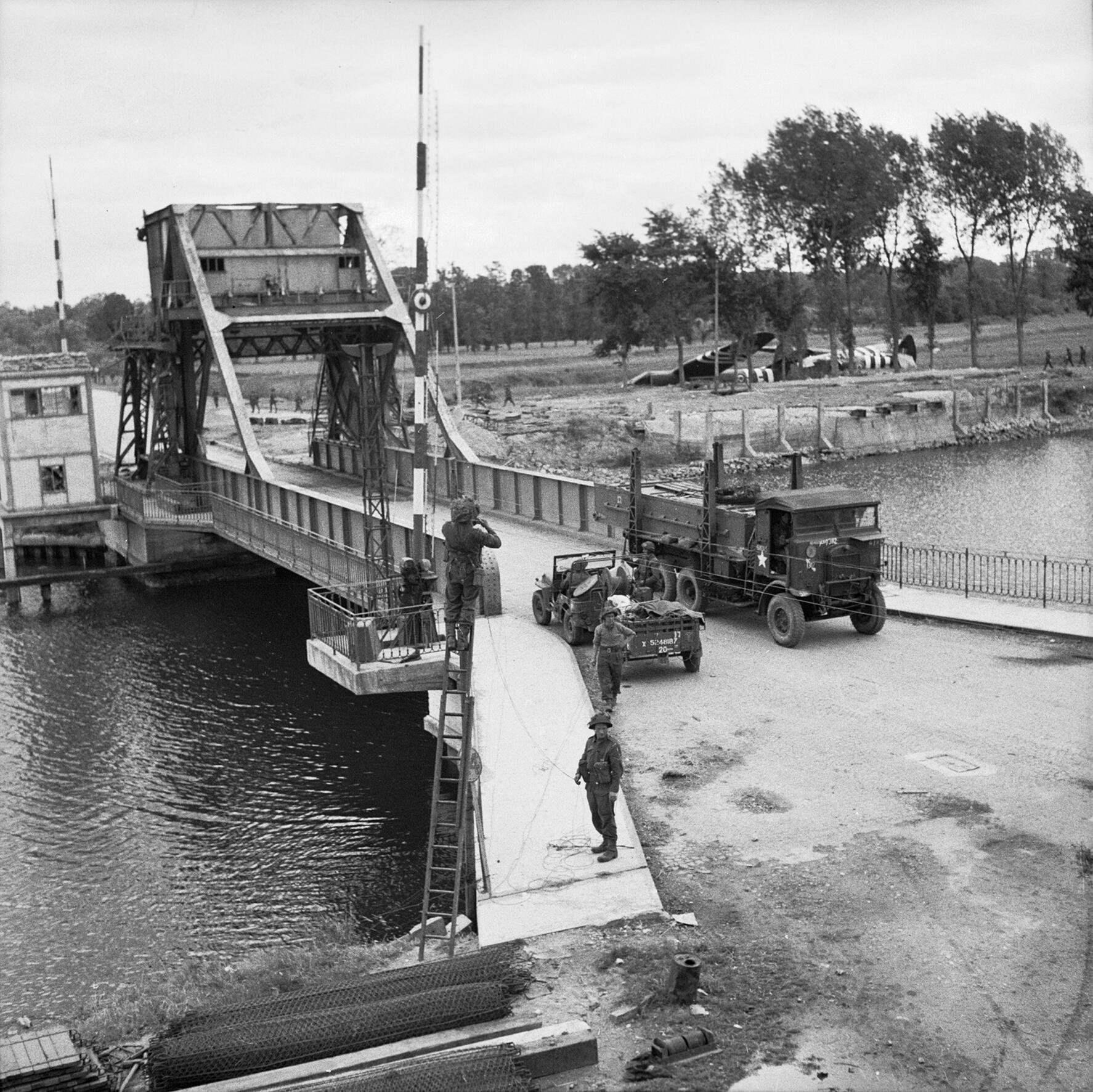
Die Pegasusbrücke einige Zeit nach der Eroberung durch die Alliierten

Die Briten attackierten den am östlichen Flussufer gelegenen Bunker, der eine Maschinengewehrstellung beinhaltete, indem sie Handgranaten hineinwarfen. Die Männer stürmten danach die Brücke. Auf der anderen Seite warf der Lieutenant Den Brotheridge eine Granate in den dort befindlichen Bunker. Im darauf folgenden Moment wurde Brotheridge von einem Nackenschuss tödlich verwundet. Er gilt als erster alliierter Soldat, der am D-Day durch Feindeshand ums Leben kam. Als der erste Zug die Brücke attackierte, landete gerade der zweite Gleiter mit dem zweiten Zug an Bord und kam daraufhin dem ersten Zug zur Hilfe. Die Besatzung, die sich aus dem in dem Teich geschlitterten Gleiter befreien konnte, stieß unter Lieutenant Smith zur Westseite der Brücke vor. Die Pioniere entfernten daraufhin die Sprengladungen am Gegengewicht der Brücke, womit diese gesichert war.

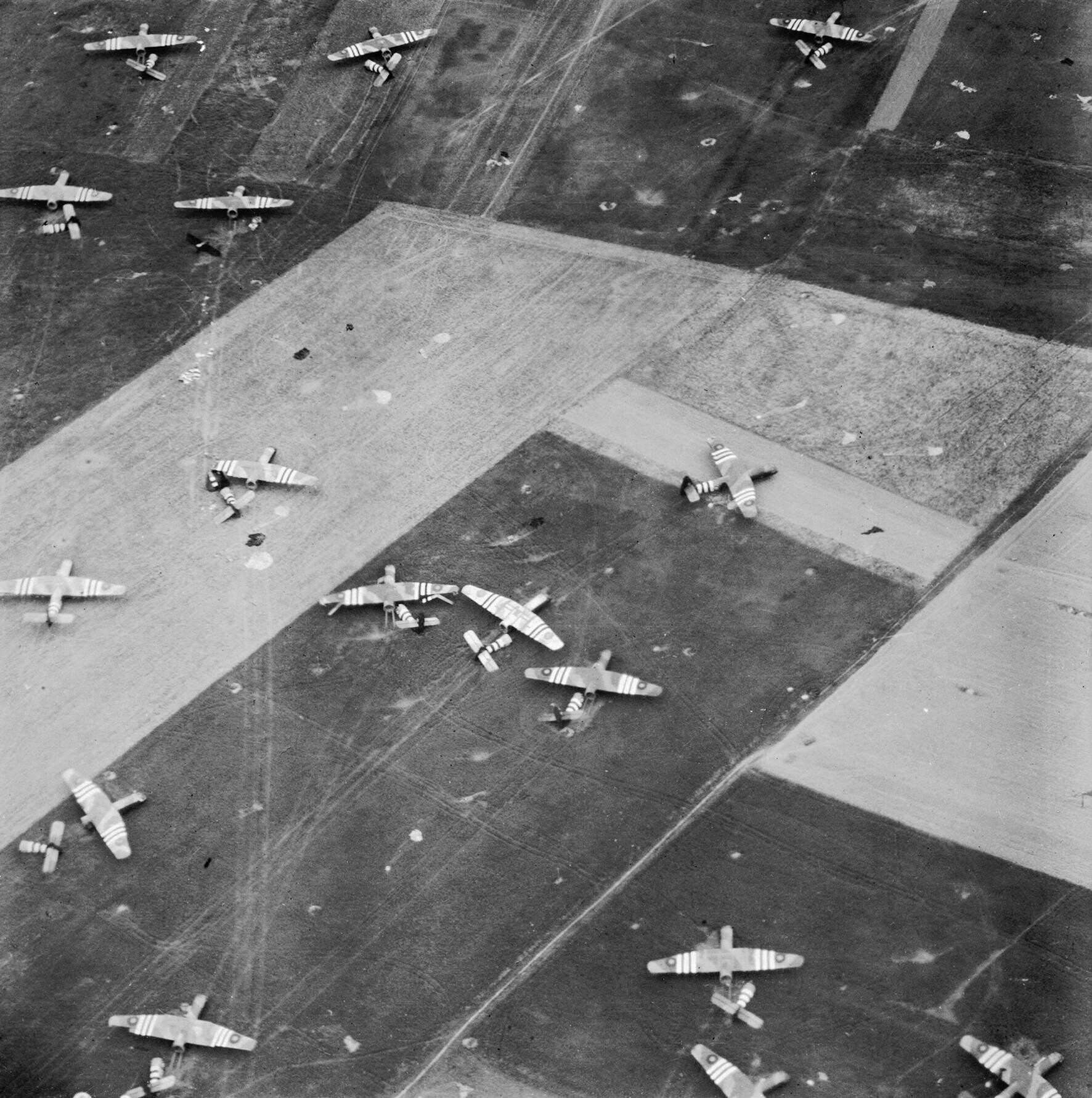
Gleiter nahe der Absprungzone N (AZ-N)

Gegen 0:22 Uhr begann die andere Dreiergruppe mit dem Landeanflug bei der Horsabrücke. Doch einer der drei Gleiter landete 13 Kilometer von der vorgesehenen Landezone entfernt, nahe der Dives. Im Verlauf des Tages kämpfte sich dieser Teil der Briten zu Howards Truppen durch, wobei vier Männer umkamen. Gegen 0:26 Uhr waren schließlich beide Brücken gesichert. Gegen 0:30 kamen die verletzten Piloten des Führungsfliegers, Staff Sergeants Wallwork und Ainsworth, wieder zu Bewusstsein, durchsuchten das Flugzeug nach funktionstüchtigen Waffen und Munition und brachten diese zu ihren Kameraden.
Um 1:40 Uhr starteten die Deutschen ihren ersten Gegenangriff mit einem Panzer der 21. Panzerdivision. Doch den bemerkten die Briten frühzeitig und begaben sich in Stellung. Sie lockten die Deutschen in einen Hinterhalt. Sergeant Charles Thornton hatte die Panzerabwehrwaffe Piat im Anschlag. Das Hohlladungsgeschoss traf das Munitionslager, woraufhin der gesamte Panzer explodierte. Die Deutschen zogen sich zurück, weil sie vermuteten, es gäbe noch mehr solcher Waffen, doch im Gegenteil, die Briten hatten nur noch ein Geschoss übrig. Sie verteidigten die Brücke erfolgreich und schlugen Gegenangriffe, unter anderem von einigen Scharfschützen, zurück, wobei sie auch den deutschen Brückenkommandanten, Major Hans Schmidt, gefangen nahmen.
Gegen 8:30 Uhr flogen die Briten mit zwei Spitfire-Jagdflugzeugen über die Brücken, um deren Zustand zu überprüfen. Außerdem warfen sie die Londoner Morgenzeitung ab. Danach drehten sie wieder ab. Als die Deutschen merkten, dass sie keine Chance hatten, die Alliierten aus Frankreich zu vertreiben, verfolgten sie nun den Plan, die Brücken zu zerstören. Dafür mobilisierten sie eine von nur noch wenigen Focke-Wulf 190. Bewaffnet mit einer 250 kg schweren Bombe flog sie einen Angriff. Die Bombe traf die Brücke, explodierte jedoch nicht. Sie prallte von ihr ab und fiel in den Caen-Kanal.
Nachkommende Verstärkung hatte die Aufgabe, einen ungeschützten Gegenangriff auf die deutsche 21. Panzer-Division zu starten, um sie am Vormarsch auf die Strände der Normandie zu hindern. Als die Truppentransportgleiter über den Köpfen der deutschen Panzerkommandeure erschienen, meinten sie völlig abgeschnitten zu sein und zogen ihre Einheiten zurück.
Howards Einheit war eine der ersten, die in der Normandie gelandet war. Von den 181 Soldaten der D-Kompanie kamen bei der Eroberung der Brücken zwei ums Leben, 14 weitere wurden verwundet. Am Mittag des 6. Juni, um ca. 13:30 Uhr, stieß die 1st Special Service Brigade unter Lord Lovat zu Howards Truppen vor.
Obwohl die Landungen erfolgreich geprobt worden waren, wurden viele Einheiten in der Normandie verstreut.

### Eroberung und Zerstörung der Merville-Batterie

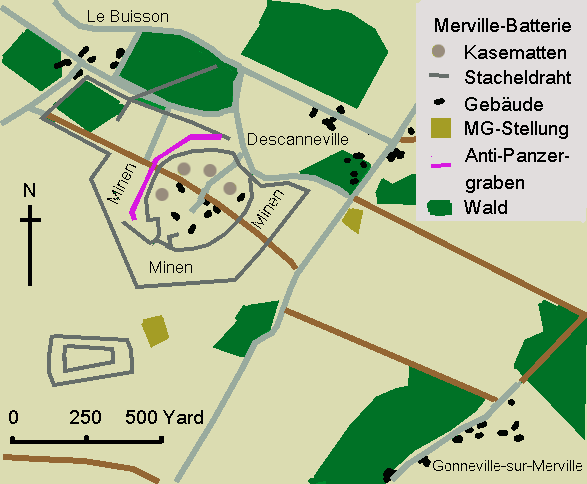
Karte der Artillerie-Batterie bei Merville

Otways Truppen wurden über das gesamte Gebiet verstreut. Nur etwa 150 der Männer waren um 02:50 Uhr am vereinbarten Treffpunkt zusammengekommen. Außerdem erreichten die für den Angriff eingeplanten Jeeps, panzerbrechenden Waffen, Mörser, Minensuchgeräte, Sanitäter und die Pioniere nicht den Treffpunkt. Sie sammelten sich nahe Gonneville-sur-Merville, wo sie auf Bomberverbände der Royal Air Force warteten, die die Merville-Batterie zerstören oder zumindest beschädigen sollten. Die Bomber verfehlten jedoch ihr Ziel und trafen stattdessen Gonneville, was zu einem Durcheinander bei den britischen Fallschirmjägern führte.
Einer der britischen Gleiter wurde von einer 2-cm-Flugabwehrkanone abgeschossen, was allerdings die Deutschen von einer kleinen Truppe um Otway ablenkte. Otway beschloss, obwohl ihm viel weniger Mittel als geplant zur Verfügung standen, die Batterie mit seinen Männern anzugreifen. Der Soldat Alan Jefferson meinte über Otway: „Ich sah den Blick von Colonel Otway. Er sah aus wie direkt aus dem Gefrierschrank geholt, völlig starr und weiß und er fühlte sich sichtlich unwohl.“ Otway sagte später: „Ich hatte die Wahl: Aufgeben oder angreifen. Aber wie hätte man vor seinen Freunden dagestanden. Ich wollte nicht, dass Leute sagen, er hat aufgegeben. Also entschied ich mich, anzugreifen.“

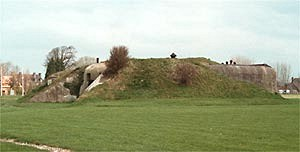
Eine Kasematte in der Merville-Batterie

Die Minensucher entschärften die Minen auf den Minenfeldern ohne ihr Spezialwerkzeug, da sie ihre Ausrüstung nicht erhalten hatten, woraufhin Otways Truppe den Stacheldraht durchtrennte, der die Batterie umgab. Nun griffen sie von hinten die Batterie an. Die Fallschirmjäger mussten improvisieren, weil ihnen der Sprengstoff fehlte.
Der Befehlshaber der deutschen Garnison, Raimund Steiner, ein Telefonist, Funker und Vermessungstechniker, befand sich im etwa zwei Kilometer entfernten Befehlsstand, von wo aus er den Ärmelkanal beobachtete. Die Briten und Kanadier stürmten auf die Kasematten zu und überrumpelten die Deutschen. Nachdem Steiner gegen 04:00 Uhr per Telefon von dem Überfall erfahren hatte, befahl er den ihm verbliebenen Männern, sich in den Kommandobunker zurückzuziehen und sich dort zu verschanzen. Am Telefon hörte er, wie die ihm unterstellten Soldaten wegen des durch die Briten ins Innere geworfenen Phosphors mit dem Tode kämpften. Der Kampf zwischen Otways und Steiners Truppen dauerte etwa eine halbe Stunde.
Otway ließ die Geschütze zerstören und an die HMS Arethusa funken, dass sie ihren Auftrag erfüllt hatten. Die Briten verließen die Batterie nun wieder, woraufhin die überlebenden Deutschen aus ihren Verstecken hervorkamen, um die Batterie zurückzuerobern. Die Briten griffen mit Feuerunterstützung der HMS Arethusa die Batterie erneut an, um sie endgültig einzunehmen, was ihnen auch gelang.
Gegen 05:00 Uhr war die Batterie in britischer Hand. Es kamen 65 britische Fallschirmjäger ums Leben, 30 weitere wurden verwundet und 22 gefangen genommen. 190 weitere gelten bis heute als vermisst. Es stellte sich nach Beenden der Kampfhandlungen heraus, dass die Kanonen keine 150-mm-, sondern 100-mm-Haubitzen waren und eine weitaus geringere Bedrohung für die Landungstruppen dargestellt hätten.

### Zerstörung der Brücken über die Dives und die Divette

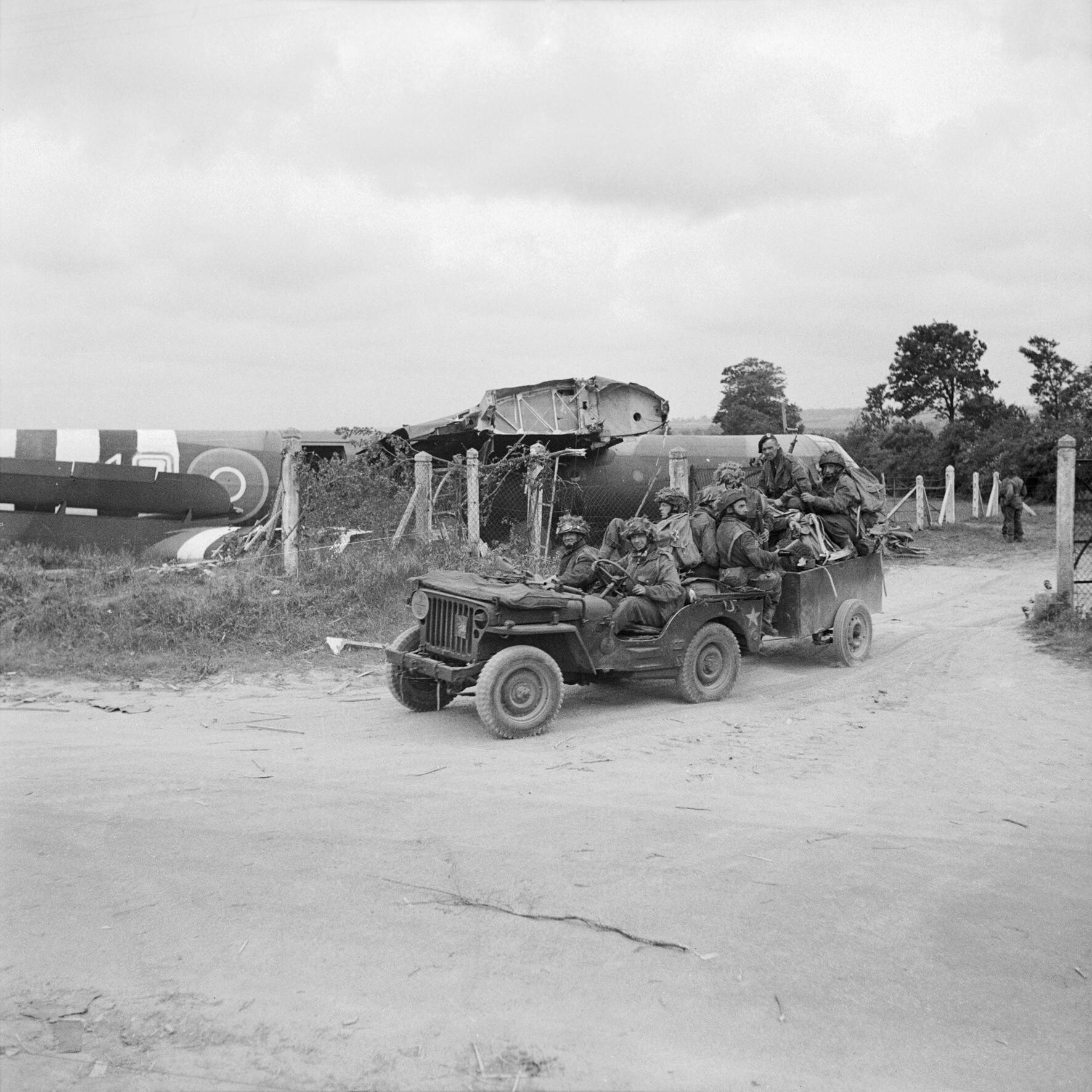
Schützen der britischen 6. Luftlandedivision verlassen in einem Jeep mit Anhänger die Absprungzone N am Nachmittag des 6. Juni. Im Hintergrund ein gelandeter Horsa-Lastensegler

Das kanadische 1. Fallschirmjägerbataillon hatte mehrere Aufgaben nach der erfolgten Landung zu erledigen.
Die A-Kompanie war als linker Flankenschutz des 9. Bataillons an der Merville-Batterie bestimmt, doch nach der Landung musste sie zuerst den Ort Gonneville-sur-Merville durchqueren. Dort angekommen, suchte sie schnellstmöglich Deckung auf, da die Royal Air Force das Dorf bombardierte. Kurz danach wurden sie von einer kleineren Gruppe Deutscher aus einem Château heraus beschossen. Die von der Kompanie daraufhin ausgeführte Attacke auf das Château war erfolgreich, ebenso der Flankenschutz für den Angriff auf die Merville-Batterie. Die A-Kompanie deckte daraufhin den Rückzug des 9. Bataillons und rückte dann auf Le Mesnil vor, wo sich die anderen Kanadier sammelten.
Die B-Kompanie war den Pionieren der 3. Fallschirmschwadron, die die Brücke bei Robehomme zerstören sollte, als Begleitung zugeteilt. Drei der vier Züge landeten aber zwei Meilen von ihrer Landezone entfernt in den von den Deutschen gefluteten Gebieten und kämpften zuerst einmal gegen ihr Ertrinken. Der von Lieutenant Toseland geführte 5. Zug landete auf festem Boden und wurden von einer Französin, der sie unterwegs begegnet waren, zur Brücke geführt. Auf ihrem Weg stießen immer mehr Männer der 3. Fallschirmjägerbrigade zu ihnen, darunter sogar Soldaten des 8. Bataillons, das eigentlich sieben Meilen entfernt hätte landen sollen. An der Brücke wurden sie schon von Major Fuller, dem Kommandanten der B-Kompanie, erwartet. Allerdings war der zur Zerstörung nötige Sprengstoff nicht angekommen. Ein Sergeant sammelte zur Improvisation mehr als 13 Kilogramm explosives Material aus den mitgeführten kleinen Bomben zusammen und versuchte, damit die Brücke zu sprengen. Sie wurde dabei zwar erheblich beschädigt, aber nicht zerstört. Gegen 6:00 Uhr erreichten einige Pioniere die Brücke mit unterwegs zusammengesammeltem Sprengstoff. Diese mehr als 90 Kilogramm reichten dann zur Zerstörung der Brücke aus.
Die Männer der C-Kompanie waren die ersten Kanadier, die französischen Boden erreichten. Sie sollten mit den Pfadfindern etwa eine halbe Stunde vor der Hauptstreitmacht ziemlich genau in der Landezone DZ-V landen. Der Grund des früheren Absprungs lag in der Aufgabe, ein deutsches Hauptquartier nahe der Landezone zu nehmen und dann nach Varaville vorzurücken. Dort sollten die Brücken über die Divette zerstört und der Ort selbst eingenommen werden.

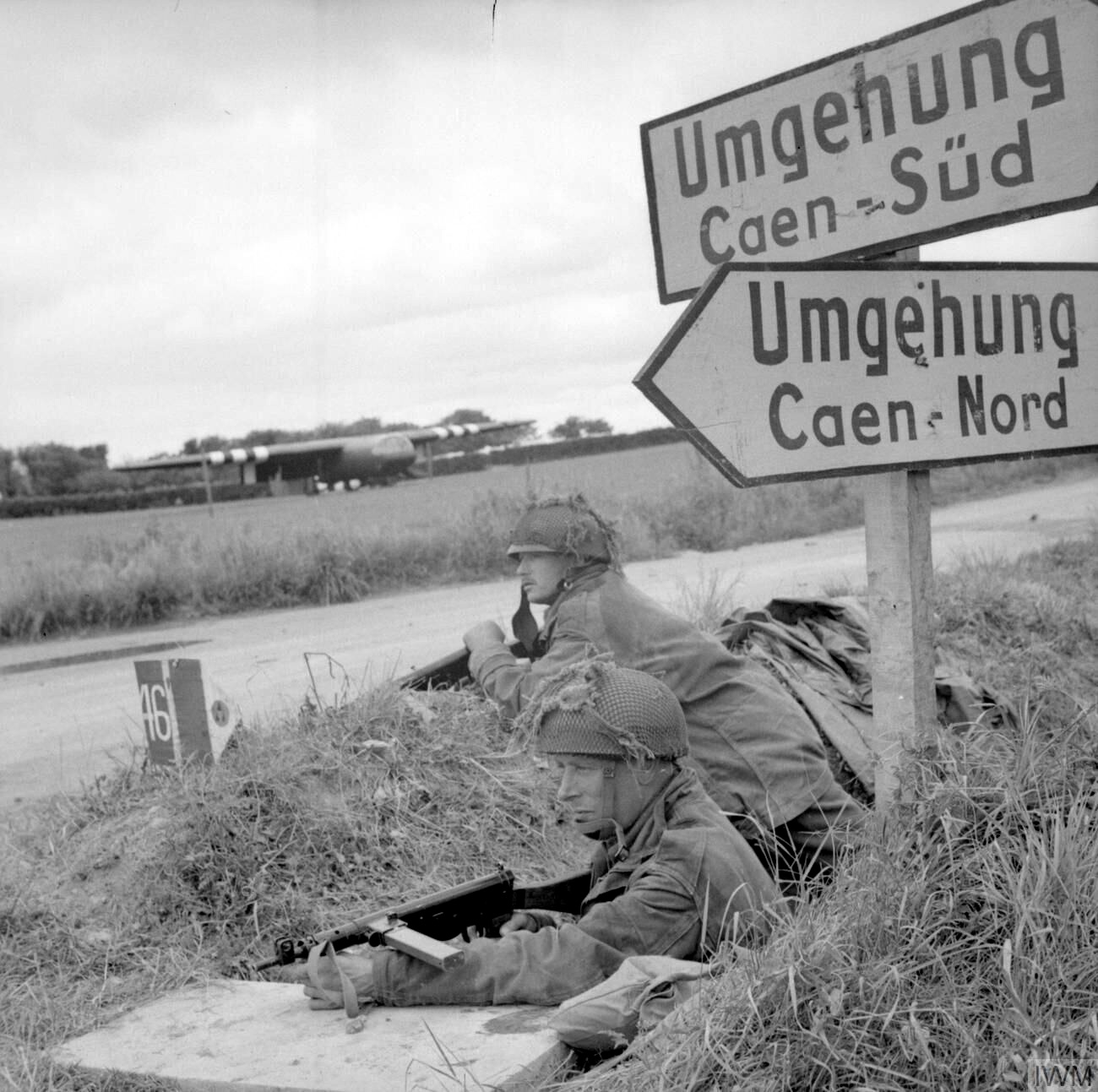
Soldaten der britischen 6. Luftlandedivision bewachen am 7. Juni eine Straßenkreuzung bei Ranville

Die ohnehin schon weit verstreuten Absprünge erreichten bei Lieutenant Madden und der Hälfte seines Zuges jedoch bereits direkt zu Beginn der Invasion einen Höhepunkt, da ihr Pilot versehentlich die Flüsse Orne und Dives verwechselte, so dass sich die Soldaten auf der falschen Seite des falschen Flusses wieder fanden. Sie waren mehr als eine Meile vom Strandabschnitt Sword entfernt. Andere Fallschirmjäger wurden genauer abgesetzt, so dass Major McLeod nach einer zehnminütigen Wartezeit immerhin schon 15 Soldaten am Sammelpunkt vereint hatte. Gerade als er seine kleine Einheit auf den Weg nach Varaville schicken wollte, griffen die Bomber der RAF die Merville-Batterie an. Einige der Piloten warfen ihre ungenutzten Bomben rücksichtslos über die Landezone DZ-V ab, was einigen Soldaten einen gehörigen Schock verpasste.
Unterwegs konnte Major McLeod weitere Soldaten seiner und anderer Einheiten aufsammeln und unentdeckt das Dorf erreichen. Als sie sich auf die Attacke vorbereiteten, wurden sie jedoch bemerkt und von einem hoch stehenden 75-mm-Infanteriegeschütz beschossen. Ein Treffer ging in eine Munitionskiste und tötete einen der Kanadier. Major McLeod wurde dabei schwer verletzt. Der folgende Kampf dauerte bis 10:00 Uhr. Die auf mittlerweile 46 Mann geschrumpfte deutsche Garnison ergab sich daraufhin. Eine Stunde zuvor war es Lieutenant Baille und seinen Pionieren gelungen, die Brücke zu zerstören.
Die Soldaten des 8. Bataillons, die sieben Meilen weiter westlich gelandet waren, hatten große Schwierigkeiten, sich wieder zusammenzufinden, da sie über einen weiten Bereich verteilt gelandet waren. Hinzu kam, dass die Pfadfinder für DZ-K versehentlich bei Ranville, vier Meilen nördlich, abgesprungen waren, so dass 14 der 37 Dakotas ihre Fallschirmjäger über DZ-N abspringen ließen.
Gegen 3:30 Uhr hatten erst 141 Männer den Sammelpunkt erreicht. Mit dieser Streitmacht rückte Lieutenant Colonel Alastair Stevenson Pearson auf Troarn vor. Zur Rückendeckung postierte er zwei Panzerabwehrgeschütze an der Straße, um gegnerische Einheiten von Westen abzufangen. Einige Stunden später zerstörte diese Gruppe sechs Fahrzeuge der deutschen 21. Panzer-Division. Da das 8. Bataillon für einen Angriff auf Troarn noch nicht stark genug war, hielten sie eine Meile nördlich des Städtchens an einer Straßenkreuzung an. Eine kleine Gruppe der 3. Fallschirmjägerschwadron bekam den Befehl, beide Brücken über die Dives bei Bures zu zerstören, den sie gegen 9:15 Uhr erfolgreich ausführten konnte.

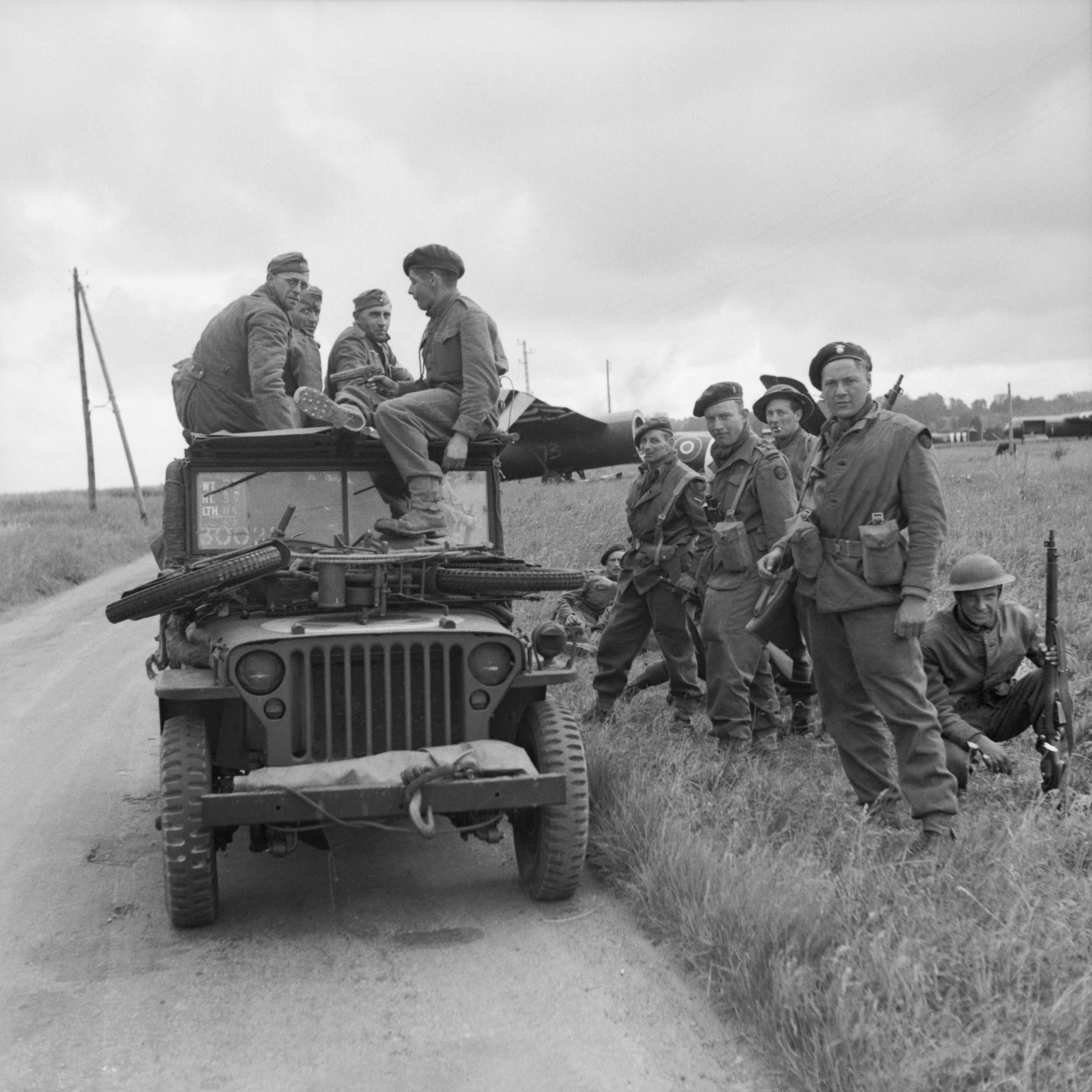
Soldaten der 1st Special Service Brigade mit deutschen Gefangenen auf dem Dach ihres Jeeps in der Nähe von Ranville, 7. Juni

Major John Couch Adams Roseveare, der Kommandant der 3. Fallschirmjägerschwadron, der die Situation des 8. Bataillons nicht kannte, befand sich zu diesem Zeitpunkt mit einem Jeep und einigen seiner Männer auf dem Weg nach Troarn. Sie fuhren geradewegs durch das Städtchen und zogen damit das Feuer der deutschen Garnison auf sich, die nun wusste, dass irgendetwas geschehen sein musste. Die Kanadier erwiderten das Feuer aus dem schnell fahrenden Jeep und kamen bis auf einen Mann ungeschoren davon. Der im Anhänger sitzende Sergeant Peachey wurde in einer Kurve aus dem Fahrzeug geschleudert und geriet kurz darauf in deutsche Gefangenschaft. Roseveare erreichte mit seinen Männern die Brücke hinter dem Städtchen. Sie brachten die Sprengladungen an und konnten um 5:00 Uhr ein Loch mit ca. sechs Meter Durchmesser in die Brücke sprengen.
Das 8. Bataillon hatte von all dem nichts mitbekommen und bereitete sich weiter auf den Angriff gegen Troarn vor. Im Laufe der Zeit traf immer mehr Verstärkung ein, wie etwa die halbe A-Kompanie und die meisten Mörser und leichten Maschinengewehre. Als die Gruppe von Bures wieder eintraf, sandte Pearson sie und eine weitere Gruppe nach Troarn, um selbst mit der Hauptstreitmacht eine defensive Position im Wald zu errichten. Der Wald bildete die südliche Begrenzung der Anhöhe, die die 3. Fallschirmjägerbrigade verteidigen sollte. Die beiden Gruppen wurden auf ihrem Weg zweimal von deutschen Vorposten beschossen, die aber nach kurzen Verhandlungen aufgaben und gefangen genommen wurden. An der Brücke angekommen, stellten sie fest, dass diese bereits von Roseveare beschädigt worden war. Trotzdem brachten sie auch ihre Ladungen an und verdoppelten damit den Schaden an der Brücke.

### Deutsche Reaktionen

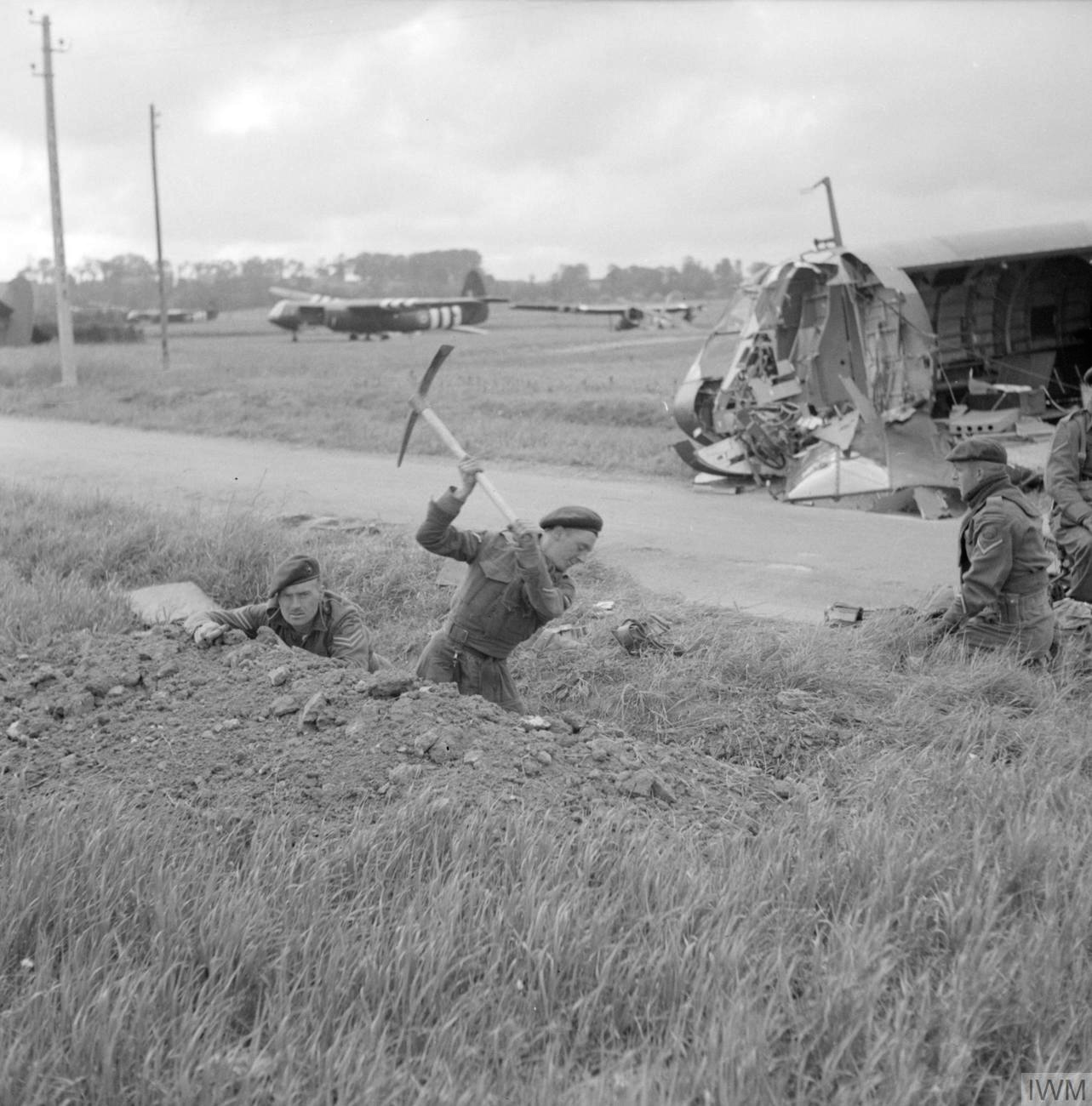
Soldaten der 1st Special Service Brigade beim Ausheben von Verteidigungsstellungen nahe der Orne, 7. Juni 1944

Die SS-Panzer-Divisionen, also auch die 12. SS-Panzer-Division, durften nur mit Genehmigung Adolf Hitlers in Bewegung gesetzt werden. Da dieser aber schlief, blieb die Division dort, wo sie stationiert war und griff nicht in das Kampfgeschehen ein. Die Kampfhandlungen wurden von den Deutschen als Täuschungsversuch von der eigentlichen Invasion an der Straße von Calais herabgestuft. Da die Résistance die Telefon- und Telegraphenleitungen zerstört hatte, gab es bei den Deutschen nur wenige Informationen über die alliierten Truppenbewegungen. Die Alliierten setzten zudem Puppen in Fallschirmjägeruniform, die sie Rupert nannten und laute Kampfgeräusche imitierten, über der Normandie ab. Da zusätzlich zu diesen Imitaten auch sechs SAS-Soldaten absprangen und mehrfach Scheinattacken auf deutsche Stellungen ausführten, waren die Deutschen vollkommen irritiert und nicht dazu imstande, sinnvoll zu agieren.
Um eine Luftlandung zu verschleiern, warfen alliierten Flugzeuge Bomben über unterschiedliche Ziele im Einsatzraum ab. Zusätzliche Verwirrung entstand durch den versehentlichen Absprung einer Reihe von alliierten Fallschirmjäger über falschem Gebiet, so dass sich diese zu ihren Einheiten durchschlagen mussten und währenddessen verschiedene deutsche Verbände angriffen. Dadurch wurden die deutschen Kräfte von den tatsächlichen Operationsgebieten abgelenkt und befahlen ihre örtlichen Kräfte in die falschen Einsatzräume.
Obwohl den deutschen Befehlshabern klar wurde, dass eine Invasion stattfand, hielten sie und der damalige Oberbefehlshaber der Wehrmacht diese für eine Finte und vermuteten, dass die Hauptinvasion im Gebiet der Straße von Calais stattfinden würde. Manche rechneten noch Monate später mit einer Hauptinvasion an dieser engsten Stelle des Ärmelkanals.

## Nachwirkungen

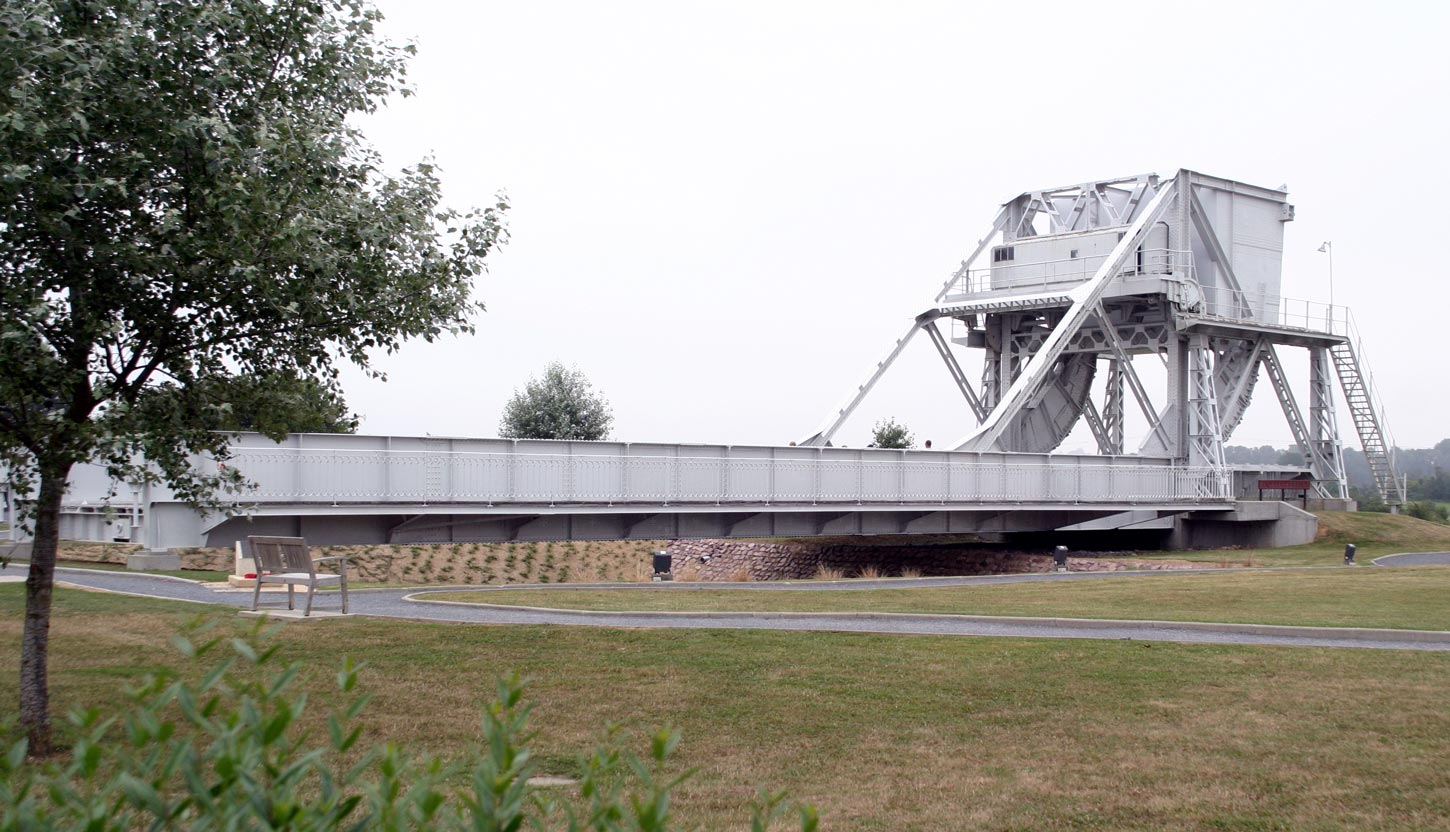
Die originale Pegasus-Bridge wurde ins benachbarte D-Day-Museum versetzt (im Bild)

Die Operation Tonga war ein voller Erfolg für die Alliierten. Die Einheiten konnten alle Schlüsselbrücken erfolgreich halten und alle vorgesehenen Ziele zerstören. Auch die anderen Operationen der Alliierten in der Normandie verliefen relativ erfolgreich, so dass die Alliierten in der Normandie Fuß fassen konnten. Durch fortwährenden Nachschub konnten sie die Brückenköpfe ausbauen und nach und nach tiefer nach Frankreich eindringen. Der britische Air Chief Marschall (Luftmarschall) Trafford Leigh-Mallory bezeichnete die Landung bei der Pegasusbrücke und der Horsabrücke als „one of the most outstanding flying achievements of the war.“ (deutsch: „eine der hervorragendsten fliegerischen Leistungen des Krieges.“).
Der Kampf um die Pegasusbrücke wurde zu einem der bekanntesten Ereignisse der alliierten Invasion in der Normandie. Viele Filme, Bücher oder andere Medien verarbeiteten den Kampf um die Pegasusbrücke, so beispielsweise der Spielfilm Der längste Tag.
Die Benouvillebrücke wurde nach der Eroberung durch die Luftlandedivision offiziell in Pegasusbrücke umbenannt. Als nach dem Zweiten Weltkrieg der Verkehr auf der über die Brücke führende Straße anstieg, wurde die alte Brücke durch eine vergrößerte Kopie der ursprünglichen Konstruktion – um den historischen Gesamteindruck zu wahren – ersetzt. Die Originalbrücke ist heute Teil des Pegasusbrücken-Museums. Außerdem wurde die Straße über die Pegasusbrücke zu Howards Ehren in „Major Howard Avenue“ umbenannt.
John Howard wurde am 16. Juli 1944 von Feldmarschall Montgomery mit dem Distinguished Service Order ausgezeichnet. Viele weitere Soldaten der 6. britischen Luftlandedivision erhielten ebenfalls Auszeichnungen wie das Distinguished Service Cross oder den Order of the British Empire.
Die ehemalige Artilleriebatterie bei Merville kann von Touristen besichtigt werden. In einem der alten erhaltenen Bunkerbauten vom Typ Regelbau 611, der Kasematte Nr. 1, ist heute ein kleines Museum untergebracht. Vor der mit Gras überwachsenen Batterie stehen ein kleines Denkmal für das britische 9. Bataillon sowie ein Gedenkstein mit einer Büste, die Colonel Otway darstellt.

## Verarbeitungen

### Filme
- Im 1962 erschienenen und von Darryl F. Zanuck produzierten Spielfilm Der längste Tag wird die Eroberung der Pegasusbrücke unter dem Befehl von Major John Howard (gespielt von Richard Todd, der als junger Soldat die Operation mitgemacht hatte) nachgestellt. Die Einnahme der Brücke wird jedoch im Film sehr viel spektakulärer dargestellt als dies tatsächlich der Fall war. So fand auf der Brücke gar kein größeres Gefecht statt. Der Film basiert auf dem gleichnamigen Sachbuch von Cornelius Ryan. Des Weiteren stellt der Film auch andere Teile der alliierten Landung in der Normandie dar. (FSK: 12)
- Der Dokumentar-Spielfilm D-Day 6.6.44 – Entscheidung in der Normandie vom britischen Fernsehsender BBC dokumentiert außerdem die Ereignisse beim Angriff auf die Merville-Batterie. Produzent: Tim Bradley; Regie: Richard Dale, Kim Bour, Pamela Gordon, Sally Weale. (FSK: 16)

### Spiele
- Call of Duty: Computerspiel des US-amerikanischen Spieleentwicklers Infinity Ward, das im Herbst 2003 von Activision veröffentlicht wurde, in dem man als britischer Sergeant Evans den Angriff auf die Pegasusbrücke nachspielt. (USK: 18)
- D-Day: In diesem Echtzeit-Taktik-Computerspiel kann der Spieler den Angriff auf die Pegasusbrücke und die Artilleriebatterie bei Merville nachspielen. Außerdem gibt es Informationen und Level usw. zu anderen Ereignissen rund um den D-Day. (USK: 16)
- Day of Defeat: Computerspiel-Mod des Ego-Shooters Half-Life, das auch im besetzten Frankreich spielt. Hier gibt es allerdings keine genaueren Angaben zu den Hintergründen.
- Codename: Panzers (Phase One): Computerspiel, das die Einnahme der Pegasusbrücke in der ersten Mission der alliierten Kampagne behandelt (USK: 16)

### Allgemein
- ornebridgehead.org (englisch)
  - Übersicht über die Einheiten der 6. britischen Luftlandedivision und deren Verluste bei ornebridgehead.org (englisch)
- Infos zur Operation (englisch)
- Linksammlung (englisch)
- Umfassende Infos (Memento vom 21. November 2007 im Internet Archive) (englisch)

### Pegasus- und Horsabrücke
- Webseite des Pegasus-Memorial (englisch/französisch)
- Infos zur Erstürmung der Pegasusbrücke (englisch)
- Fotomaterial u. a. zur Pegasusbrücke (englisch)
- Geschichte der Pegasusbrücke (Memento vom 20. März 2008 im Internet Archive) (englisch)

### Merville-Batterie
- Stern-Artikel zur Merville-Batterie
- Erstürmung der Batterie bei Merville (englisch)
- Angriff auf die Batterie bei Merville (englisch)
- The Battery at Merville (englisch)